# Der Buddha aus der Vorstadt

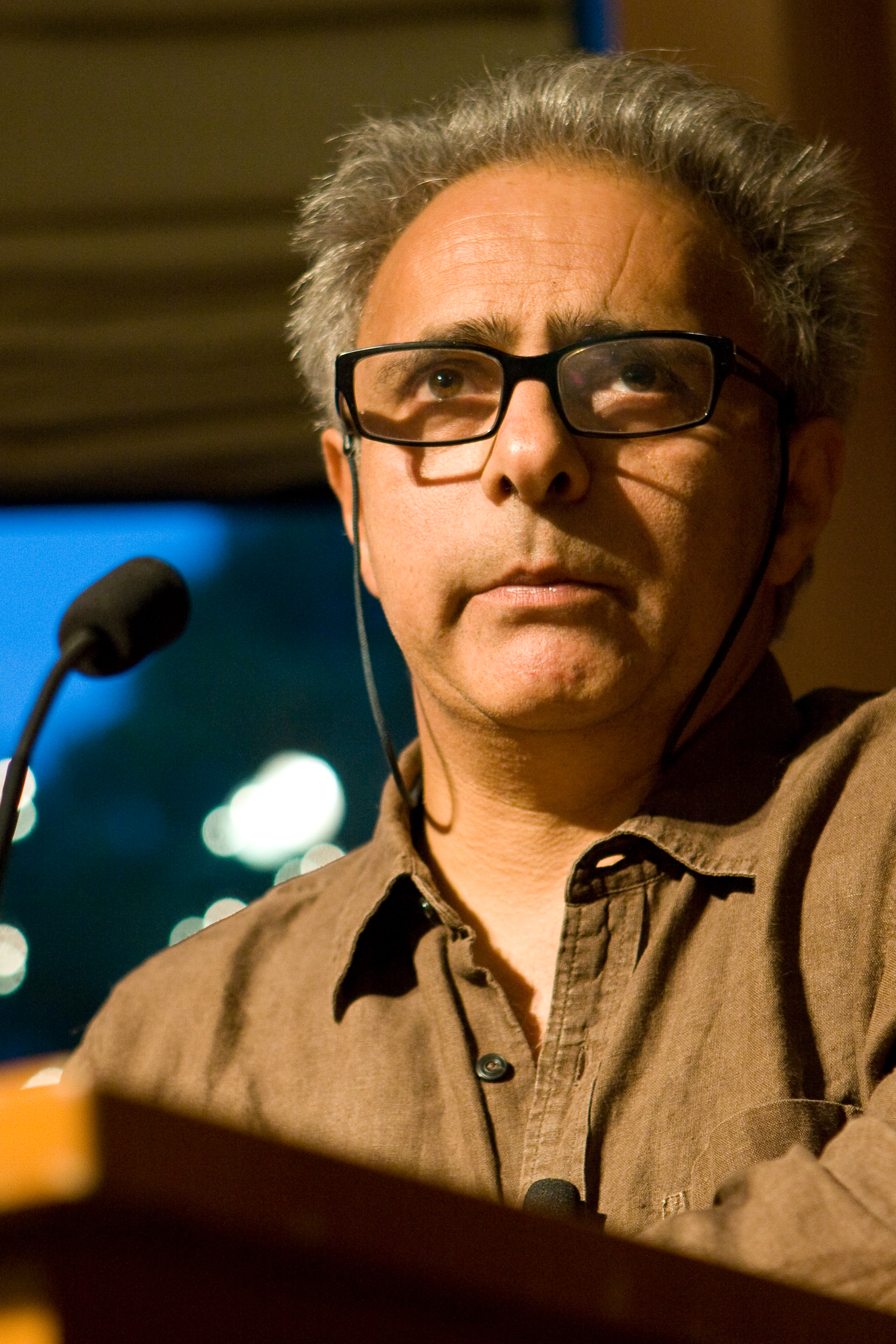
Hanif Kureishi (2008)

Der Buddha aus der Vorstadt (Original: The Buddha of Suburbia) ist ein Bildungsroman des britischen Schriftstellers Hanif Kureishi. Als Debütroman des Autors erschien er 1990. Das Buch wurde mit dem Whitbread Book Award für den Besten ersten Roman ausgezeichnet. Es wurde in über 20 Sprachen übersetzt.
In dem Roman schildert Kureishi die Entwicklung eines Jugendlichen aus einer britischen Familie, der in den 1970er Jahren aus der beklemmenden empfundenen Eintönigkeit der Süd-Londoner Vorstadt in das Zentrum Londons zieht, um dort seinem Leben eine neue Richtung zu geben.

## Hintergrund
Der Buddha aus der Vorstadt ist stark autobiografisch geprägt, Kureishi selbst stammt aus Bromley, sein Vater Shannoo war ein muslimischer Inder, der für die pakistanische Botschaft arbeitete, seine Mutter Audrey Engländerin. Seine Familie war über diesen Roman dementsprechend verstört. Seine Schwester Yasmin schrieb einen empörten Leserbrief an den Guardian.
Schilderungen des Lebens in der Vorstadt sind in der englischen Literatur selten, wie solche des Lebens der unteren Mittelklasse insgesamt. Vorstädte gelten in der Literatur gemeinhin als eintönig und langweilig, Kureishi zeigt jedoch, dass die Vorstadt ethnisch und kulturell inhomogen ist, und welche Konflikte sich hinter der Kulisse der Doppelhäuser und sorgsam gepflegten Gärten verbergen. Trotzdem empfindet der Held des Romans sie als „düster, so langsam und schwer“. Die sexuelle Freiheit in der Großstadt wird dagegen als befreiend empfunden.

## Inhalt und Themen
Das Buch besteht aus zwei Teilen, „in der Vorstadt“, und „in der Stadt“.
Der Roman handelt von Karim Amir, einem 17-jährigen Engländer mit einem muslimischen indischen Vater. Die Ehe der Eltern ist unglücklich, aber Scheidungen sind in der Vorstadt nicht üblich. Es fällt Karim, auch aufgrund seiner Herkunft schwer, seine Identität zu finden. Wie er das London der 1970er Jahre kennenlernt und sowohl kulturelle als auch hetero- und homosexuelle Erfahrungen macht, wird im Stil eines Schelmen- oder Bildungsromans geschildert. Sebastian Groes spricht dagegen von einem "Anti-Bildungsroman.
Karims Vater Haroon, ein Beamter, übernimmt eine Rolle als Joga-Guru, seine Affaire mit der Engländerin Eva Kay, für die er seine Frau Margaret verlässt, führt zu Karims erster homosexueller Erfahrung mit Evas Sohn Charlie, einem Punk-Musiker. Karim schläft auch mit seiner unglücklich verheirateten Freundin Jamila, Tochter des Einzelhändlers Anwar aus Penge und fällt durch die Schulprüfung. Als Eva in eine verwahrloste Wohnung im Zentrum Londons zieht, begleitet er sie. Er übernimmt eine Theaterrolle als Mowgli im Dschungelbuch. Seine Familie und Freunde sind jedoch empört darüber, dass Karim sich dazu hergibt, koloniale und rassistische Vorurteile zu bestätigen.
Popmusik spielt eine wichtige Rolle im Roman. So spricht Karim von dem Klang Londons (Bongos in Hyde Park, etc.).
Ein wichtiges Thema sind auch die Klassenunterschiede. So trifft Karim den Waliser Terry, der Trotzkist ist und versucht, Karim zu einem Parteieintritt zu überreden. Karim hat eine Affaire mit der Schauspielerin Eleanor, die Oberklasse angehört, sich aber als Arbeiterin ausgibt. Karim lernt so, dass Leute aufgrund ihrer Klassenzugehörigkeit unterschiedlich sprechen und sich unterschiedlich benehmen. Eva wird zu einer erfolgreichen Innenarchitektin und Immobilienhändlerin, wird aber nie der Oberklasse angehören, ihr fehlt der mühelose Bohème-Stil, den Eleanor verkörpert. Evas Sohn Charlie spricht dagegen als Punk-Musiker in den USA in einem falschen Cockney-Akzent, der dort jedoch nicht als solcher erkannt wird und der ihn scheinbar authentisch macht.
Im Roman wird auch der Rassismus und Konservatismus, der dem Thatcherismus vorgreift, geschildert. Einwanderer und deren Nachkommen wurden in Großbritannien oft als Eindringlinge behandelt und ausgegrenzt. Überfälle der National Front auf Engländer indischer Abstammung werden geschildert, so zertrümmern sie zum Beispiel das Schaufenster von Anwars Laden und werfen einen Schweinekopf hinein. Anwar und seine Frau befürchten auch Brandanschläge.
Der Roman endet im Jahr 1979, aber noch vor dem Wahlsieg Thatchers. Die Bewegungen der Hippies und der Punks sind unecht und kommerziell geworden.

## Bearbeitungen
1993 wurde eine Mini-Serie, die auf dem Roman beruht, von der BBC ausgestrahlt (Regisseur Roger Michell). Die Rolle des Karim Amir übernahm Naveen Andrews.
2024 führte die Royal Shakespeare Company ein auf dem Roman beruhendes Theaterstück im Swan Theatre in Stratford-upon-Avon auf. Es war von Emma Rice inszeniert. Die Kritik war weitgehend positiv.

### Soundtrack
Der Soundtrack zur Mini-Serie The Buddha of Suburbia stammt von David Bowie. Mit Ausnahme des Titellieds The Buddha of Suburbia unterscheiden sich die Lieder des erschienenen Albums von denen, die in der Serie gespielt werden.
Das Lied erreichte Platz 35 der britischen Singlecharts.

## Ausgaben
- Hanif Kureishi: The Buddha of Suburbia. Faber and Faber, London 1990, ISBN 978-0-571-14274-3.
- Hanif Kureishi: Der Buddha aus der Vorstadt. Übersetzt von Bernhard Robben. Kindler Verlag, München 1990, ISBN 3-463-40129-0.

## Sekundärliteratur
- Alamgir Hashmi: Hanif Kureishi and the tradition of the novel. In: Critical Survey 5, No. 1 (1993), S. 25–33.
- Kenneth C. Kaleta: The Buddha of Suburbia. In: Kenneth C. Kaleta: Hanif Kureishi: Postcolonial Storyteller. University of Texas Press, Austin 1998, S. 62–84.
- Eberhard Kreutzer: Der Buddha aus der Vorstadt / The Buddha of Suburbia. In: Ansgar und Vera Nünning: Kindler Lompakt: Englische Literatur 20. Jahrhundert. Metzler, Stuttgart 2015, ISBN 978-3-476-04056-5, S. 176f.